# Cinéma kazakh
L'expression de cinéma kazakh ou kazakhstanais recouvre l'ensemble des activités de production et réalisation au Kazakhstan, d'abord comme composante du cinéma russe et soviétique puis de façon indépendante à partir de 1991. La production kazakhstanaise des années qui précèdent l'indépendance peut être distinguée de la production russe par la langue de tournage des films concernés ou par la nationalité de leurs réalisateurs.

## Histoire

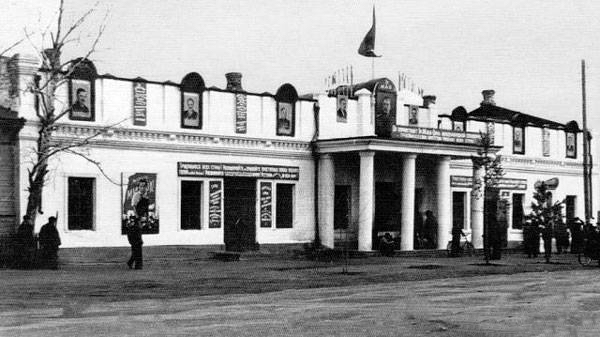
Le cinéma Zhdanov à Kokchetau en 1951.

### Avant 1945
Le cinéma kazakhstanais a commencé au début du XXe siècle, lorsque le Kazakhstan était intégré à l'Union soviétique
Dans les années 1930 des films documentaires sont réalisés à Alma-Ata (Almaty).
Le premier film kazakhstanais, Amangueldy (1939) dont le sujet est le chef de la révolution de 1916 est réalisé à Leningrad, en Russie.

### 1945-1980
Chäken Aïmanov (en) est un des plus importants réalisateurs kazakhstanais d'après-guerre.
On peut aussi nommer Soultan-Akhmet Khodjikov (ru), lauréat du Prix d’État de la RSS kazakhe en 1971 et 1972. En 1970, il porte à l'écran le poème lyrique et épique populaire kazakh Kyz Jibek dans le film du même nom qui met en vedette Merouert Outekechova (ru), Kouman Tastanbekov (ru) et Assanali Achimov.

### Fin des années 1980 - début des années 1990: nouvelle vague du cinéma kazakhstanais
La fin des années 1980 et le début des années 1990 voient l'émergence de plusieurs réalisateurs. Ils ont été envoyés à Moscou par le réalisateur Sergueï Soloviov pour être formés à l'école de cinéma VGIK.
En 1988, Rachid Nougmanov réalise Igla avec Viktor Tsoï dans le rôle principal, alors que Talgat Temenov réalise Un louveteau parmi les hommes. L'année suivante Serik Aprymov réalise Terminus et Abai Karpykov réalise Un petit poisson amoureux. En 1991, Ardak Amirkoulov réalise La Chute d’Otrar, alors que Amir Karakoulov sort Une Femme entre deux frères,.

### Cinéastes actifs au Kazakhstan avant 1980
- Qouat Äbousseïtov (kk) (1925-2003) : Rafale (1958), La route de la vie (1959), Naïzatas (1969)
- Chäken Aïmanov (en) (1914-1970) : Le poème d'amour (1954),...
- Iefim Aron (ru) (1906-1970) : Les chants d'Abaï (1945), La corne d'or (1948), Botagoz (1957), Sur la rive sauvage de l'Irtych (1959)
- Majit Bégaline (ru) (1922-1978) : Ce fut à Chougla (1954), Son temps viendra (1957), Retour sur terre (1959), La piste se perd à l'horizon (1964), Protégeons Moscou (1967), Le chant de Manchouk (1969)
- Émir Faïk (ru) (1909-1993) : Un cadeau volant (1956), Une fois, la nuit (1959),  Mon petit garçon (1962), Interroge ton cœur (1964)
- Soultan-Akhmet Khodjikov (ru) (1923-) : Mère et fils (1956), Nous, ceux de Semiretch (1958), Si chacun d'entre nous... (1961), Kyz-Jubek (1970)
- Alexandre Karpov (ru) (1922-1998) : Le silence (1960), Le flottage (1961), Le dit de la mère (1963), Mille verstes de route (1968)
- Abdoulla Karsakbaïev (ru) (1926-1983) : On m'appelle Koja (1963), Matin anxieux (1967), Voyage dans l'enfance (1969), Poursuite dans la steppe (1980)
- Eldor Ourazbaïev (1940-2012) : Transsibérien (1977)
- Lavrenti Son (1941-)

Mais aussi :
- Léonid Agranovitch (ru) (1942-2011) : Le bouclier de la ville (1979)
- Sarip Beïsemmbaïev (1926-) : C'est notre fils (1959), Nous sommes quatre (1971), Garde ton étoile (1975)
- Pavel Bogolioubov (1904-1955) : La jeune cavalière (1955)
- Iouri Tsoulioukine (1929-) : Sérieusement... mais en plaisantant (1963)
- Kanynbek Kassymbekov (ru) (1943-2014) : Chok et Cher (1971)
- Azerbaïdjan Mambetov (ru) : Les ailes de la chanson (1967), Le sang et la sueur (1978), Les courriers remplissent leur mission (1980)
- Boulat Mansourov (1937-2011) : Koulaguer (1972), Une parabole d'amour (1976)
- Ararat Massanov (1936-) : Horizon (1973)
- Alexandre Medvedkine (1900-1989) : Printemps inquiet (1955)
- Tolomouch Okeev (1935-2001) : Le féroce (1973)
- Iouri Piskounov (1937-) : L'hiver, mauvaise saison (1972)
- Guéorgui Pobedonostsev (1910-) : Les bouleaux dans la steppe (1956)
- Iouri Siller (1942-) : La journée particulière (1971)
- Vitali Voïtetski (1909-1977) : Tes amis (1960)
- Darezhan Omirbaev est un réalisateur, scénariste et acteur kazakh.

### Depuis 1990
Les films (de cinéma et de télévision), de langue russe ou kazakh, restent très peu exportés en Occident.
Au début des années 1990, Darezhan Omirbaev (1958-) réalise plusieurs films sélectionnés dans des grands festivals : Kaïrat (1992), Kardiogramma (1995) et Tueur à gages (1998). Timur Bekmambetov (1961-) réalise les succès russes Night Watch (2004) et Day Watch (2005). Il est le premier réalisateur kazakh à faire des films à Hollywood avec Wanted : Choisis ton destin (2008) et Abraham Lincoln, chasseur de vampires (2012). Le réalisateur Sergueï Dvortsevoï (1962-) est primé du Prix Un certain regard au Festival de Cannes de 2008 pour son film Tulpan (2008). Le réalisateur Adilkhan Yerzhanov (1982-) connaît un certain succès avec notamment son troisième long métrage en 2014, The Owners (Ukkili kamshat), qui est présenté à plusieurs festivals et remporte l'Amphore des étudiants au Festival du film grolandais. En 2018 il est mis à l'honneur à L'Étrange Festival 2018, avec son cinquième long métrage La tendre indifférence du monde .
Parmi les autres réalisateurs contemporains peuvent être cités Rustem Abdrachev, Émir Bayğazin (1984-), Zhanna Issabayeva, Rachid Nougmanov (1954-), Ermek Chinarbaev (1953-), Ermek Tursunov (1961-) ou encore Nariman Tourebaïev (1970-).
En septembre 2019 est organisé à Paris le premier Festival du Film Kazakh (Paris, Bruxelles, Luxembourg) au cours duquel sont projetés neuf longs-métrages et deux courts-métrages kazakhs. Présidé par l'actrice kazakhe Samal Yeslyamova, le réalisateur russe d'origine kazakhstanaise Sergueï Dvortsevoï et le cinéaste franco-kazakh André Raphaël Ivanov, le Festival du film kazakh est organisé par l'Association française du cinéma kazakhstanais. Un programme de co-financement et d'aide aux cinéastes a été mise en place pour développer la coopération cinématographique entre le Kazakhstan et les pays francophones. L'Association française du cinéma kazakhstanais organise la restauration de la collection d'or des films classiques du Kazakhstan et les présente au public francophone en version française en 2020. À partir de l'année 2021, à l'occasion des 30 ans de l'indépendance du Kazakhstan, le Festival du film kazakh est placé sous le haut patronage de la Ville de Paris.